# 후쿠이 은행
후쿠이 은행(福井銀行 후쿠이긴코[*])은 일본의 지방은행이다. 후쿠이현을 주된 영업 지역으로 하고 있다.